# Трюге, Лоран
Граф Лора́н Трюге́ (фр. Laurent Truguet), полное имя Лоран Жан-Франсуа де Трюге (Laurent Jean-François de Truguet; 10 января 1752 года, Тулон — 26 декабря 1839 года, там же) — французский адмирал, морской министр; посол в Мадриде. Участвовал во всех войнах против англичан.
Упоминается в романе Александра Дюма «Белые и синие».

## Биография и карьера
Из аристократической семьи. Будучи сыном моряка, уже 14-ти лет от роду поступил во флот.
Когда в 1778 г. завязалась война с Англией, Трюге принимал в ней участие и при осаде Саванны спас жизнь своему командиру графу д’Эстену. В 1784 г. он отправился в Константинополь как командир корвета, на котором плыл туда.
Как французский посланник помогал реорганизации турецкого флота; составил сочинение «Traité pratique de manoeuvres et de tactique», которое было переведено на турецкий язык и употреблялось в качестве руководства; заключил торговый договор с Египтом и Тунисом.
Назначенный в 1792 г. начальником эскадры в Средиземном море, Трюге сделал попытку захватить весь остров Сардинию, но в Кальяри потерпел неудачу вследствие неповиновения матросов. Вскоре по возвращении в Париж он был арестован, как «подозрительный», и получил свободу только после 9 термидора.
Директория в 1795 г. сделала его морским министром, Он подготовил морскую экспедицию в Ирландию, которая потерпела неудачу. После 18 фрюктидора он оставил министерство и был назначен посланником в Испанию, где выхлопотал освобождение всем французам, арестованным в Вест-Индии и томившимся в тюрьмах инквизиции. В 1798 г. он был отозван во Францию, арестован и вслед затем изгнан. Он поселился в Голландии, но переворот 18 брюмера дал ему возможность вернуться на родину.
Наполеон назначил его членом государственного совета (1801) и поручил ему команду над французско-испанской эскадрой в Кадиксе (1802). Когда в 1804 г. трибунат предложил Наполеону титул императора, Трюге написал ему письмо, где советовал не принимать этого титула, а оставаться по-прежнему первым консулом; за это он был лишён всех должностей, под предлогом упущений по службе.
Только в 1809 г. он снова получил команду над эскадрой в Бресте, а затем был поставлен во главе флота в Голландии. Попав в 1813 г. в плен к русским, он вернулся во Францию по заключении мира. Людовик XVIII дал ему титул графа и опять поручил команду над эскадрой в Бресте. Во время «Ста дней» Трюге держался в стороне от политической жизни. В 1819 г. назначен пэром.
Похоронен на парижском кладбище Пер-Лашез, участок 40.